# Mr. Moto und die Schmugglerbande
Mr. Moto und die Schmugglerbande (Alternativtitel: Mr. Moto und der Schmugglerring) ist ein US-amerikanischer Kriminalfilm über den schleierhaften japanischen Detektiv Mr. Moto. Es ist der erste Film einer achtteiligen Reihe von Mr.-Moto-Filmen, die alle auf den Mr.-Moto-Erzählungen von John P. Marquand basieren. In dem Film versucht Mr. Moto eine Schmuggeloperation zu stoppen.

## Handlung
Der Film beginnt mit dem Detektiv Mr. Moto, der als Straßenhändler verkleidet versucht Waren an Passanten zu verkaufen. Dabei sieht er einen Mann mit einer Tätowierung in Form des Union Jack ein Geschäft verlassen. Moto betritt daraufhin das Geschäft und versucht dem Besitzer einen seltenen Diamanten zu verkaufen. Dabei entdeckt er in einem Weidenkorb eine versteckte männliche Leiche und bringt durch seine Kenntnisse in Judo den Ladenbesitzer zu Fall.
Später reserviert er eine Kabine auf einem Frachter in Richtung Shanghai. An Bord des Frachters befindet sich auch Bob Hitchings, Jr., der Sohn des Schiffseigners. Vor dem Auslaufen übergibt der Schiffseigner Hitchings Sr. seinem Sohn einen vertraulichen Brief, den dieser dem Leiter der Zweigstelle der Reederei in Shanghai übergeben soll. Während Hitchings und Moto sich kennenlernen als Moto beim Überwinden eines Katers hilft, bemerkt der Detektiv den Brief. Hitchings beschwert sich bei Moto, dass sich an Bord des Schiffes keine hübschen Frauen befänden. Nach einem Zwischenstopp in Honolulu geht eine schöne Frau namens Gloria Danton an Bord des Schiffes und sie und Hitchings verlieben sich ineinander. Gloria ist allerdings eine Spionin von Nicolas Marloff, der eine Schmuggeloperation von Shanghai aus plant. Gloria sendet Marloff regelmäßige Nachrichten und verschwindet, ohne sich von Hitchings zu verabschieden. Moto ertappt einen Steward, wie dieser nach dem vertraulichen Brief von Hitchings sucht, und konfrontiert den Steward damit, dass er auch der Mörder des Mannes im Weidenkorb sei, als er die Union-Jack-Tätowierung entdeckt. Moto wirft den Mann daraufhin über Bord und nimmt den Brief an sich.
In Shanghai übergibt Hitchings dem Zweigstellenleiter Joseph B. Wilkie den Brief, der jedoch unbeschrieben ist. Als Hitchings seinen Vater anruft, erklärt ihm dieser, dass er nach Schmugglern Ausschau halten sollte. Hitchings ist jedoch weiter hartnäckig auf der Suche nach Gloria und er erfährt von einem Unbekannten, dass sie sich in einem „internationalen Klub“ aufhalte. Zusammen mit Wilkie geht er in diesen Klub, ebenso Moto, der dort eine Bekannte treffen will. Hitching findet Gloria, die in dem Klub als Künstlerin arbeitet, und geht mit ihr in die Umkleidekabine. Der Klubbesitzer Marloff entdeckt jedoch die beiden und sperrt beide ein, da Hitchings ihm zu viel weiß. Moto bittet seine Bekannte, die Polizei zu rufen, während er selbst nach Marloff sucht. Verkleidet als Schmuggler bringt er Marloff dazu, ihn zu Gloria und Hitchings zu führen. Obwohl Motos Bekannte beim Versuch die Polizei zu rufen angeschossen wird, gelingt es ihr dennoch, der Polizei mitzuteilen, wo sich Gloria aufhält. 
Wilkie findet Marloff und fordert die Freilassung von Gloria und Hitchings. Marloff, der herausfindet, dass Moto kein Schmuggler ist, wird von diesem festgehalten. Moto fordert Wilkie auf, Marloffs Pistole zu nehmen, wobei sich beim Herausnehmen ein Schuss löst, der Marloff tötet. Als die Polizei das Gebäude stürmt, erklärt Moto, dass Wilkie der wahre Chef des Schmugglerrings ist. Wilkie hatte zuvor den Brief ausgetauscht und Motos Bekannte getötet. Moto gab Wilkie die Gelegenheit Marloff zu töten, da dieser Mitglied der Verschwörung war. Letztlich wurde auch Wilkie verhaftet und alles löst sich in Wohlgefallen auf.

## Kritik
Das Lexikon des internationalen Films bezeichnete den Film als „eine triviale Abenteuer-Krimi-Kolportage, reizvoll vor allem durch Peter Lorre, der Moto in einer meisterhaften Mischung aus Verschlagenheit und Schlagfertigkeit, Sanftheit und Härte darstellt“.

## Fortsetzungen
Dem Film folgten bis 1939 sieben Fortsetzungen:
- 1937: Mr. Moto und der China-Schatz
- 1938: Mr. Moto und der Wettbetrug
- 1938: Mr. Moto und der Dschungelprinz
- 1938: Mr. Moto und der Kronleuchter
- 1939: Mr. Moto und die Flotte
- 1939: Mr. Moto und die geheimnisvolle Insel
- 1939: Mr. Moto und sein Lockvogel